# Ringkirche

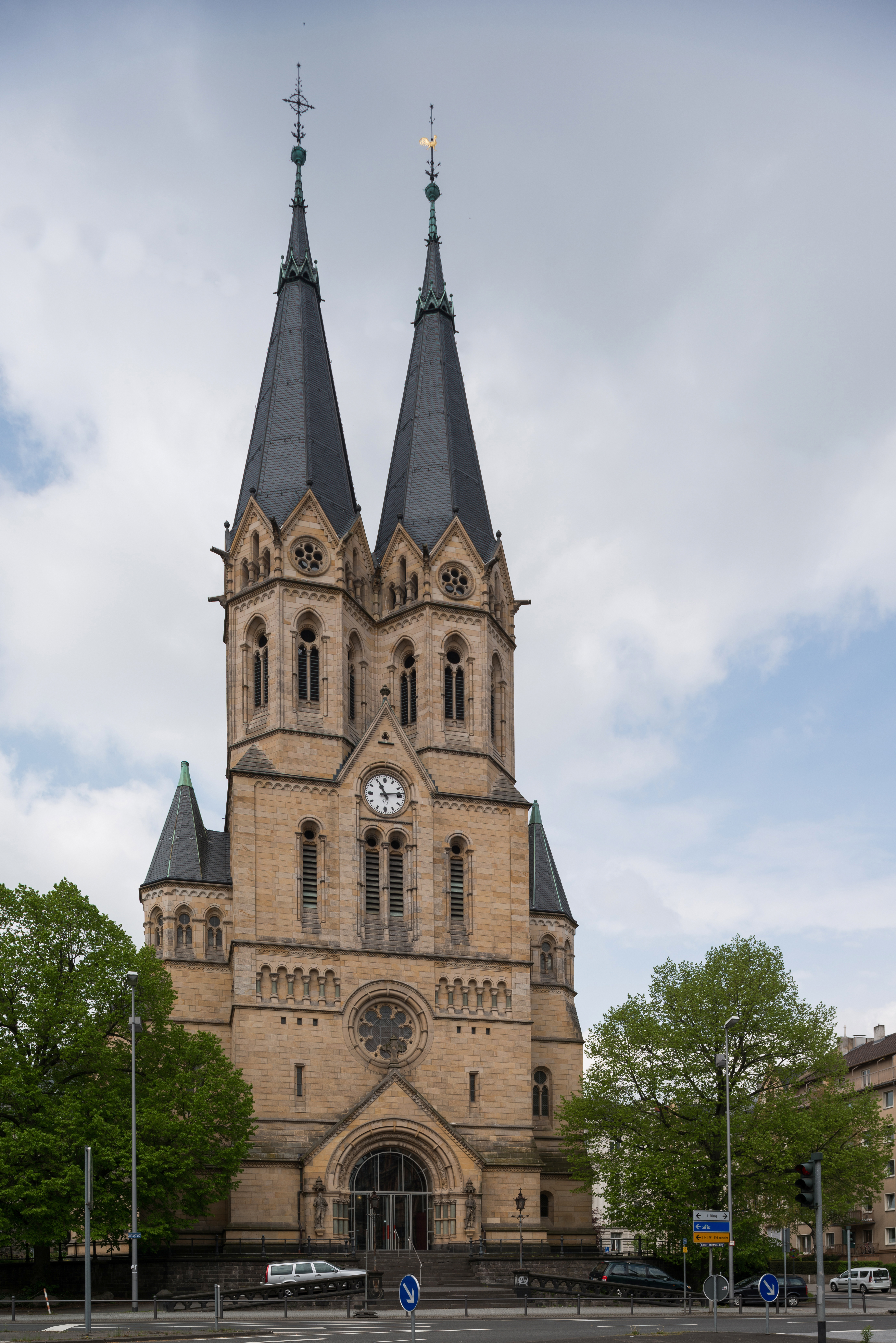
Ostseite der Ringkirche mit Zwillingsturm: das Portal führt nur in die so genannte Reformationshalle; der Haupteingang befindet sich auf der gegenüberliegenden Seite.

Die Ringkirche ist eine protestantische Kirche in Wiesbaden, die der Architekt und Baumeister Johannes Otzen in den Jahren 1892 bis 1894 in neoromanischem Stil erbaute. Ihr Zwillingsturm bildet den westlichen Abschluss der breiten Sichtachse der Rheinstraße. Die Ringkirche war die erste protestantische Kirche in Deutschland, die nach dem so genannten Wiesbadener Programm errichtet wurde, einem Kirchenbauprogramm, das sich an Martin Luthers Forderungen nach einem „Priestertum aller Gläubigen“ orientierte. Entstanden ist ein funktionaler Zentralbau, der bis zum Ende des Ersten Weltkrieges zu einem Vorbild für zahlreiche evangelische Kirchenbauten in Deutschland wurde. Der richtungsweisende Bau aus der Gründerzeit hat bis heute überwiegend seine ursprüngliche Gestalt bewahren können.

## Baugeschichte

### Ausgangssituation
Die Stadt Wiesbaden erlebte ab der zweiten Hälfte des 19. Jahrhunderts eine rasante Entwicklung. Die damalige Weltkurstadt war Anziehungspunkt wohlhabender Bürger und Angehöriger des Adels. Nach der Annexion des Herzogtums Nassau durch Preußen nach dem Deutschen Krieg 1866 wurde die Stadt auch unter den preußischen Königen und späteren deutschen Kaisern sehr beliebt, die nun das ehemals nassauische Stadtschloss als Residenz während ihrer Besuche nutzten. Insbesondere Kaiser Wilhelm II. war ab 1888 oft mehrmals im Jahr zu Gast, beispielsweise 1897 gleich dreimal. Ihm gefiel es in der Stadt so sehr, dass er ihre Entwicklung maßgeblich förderte; vielleicht auch deshalb, weil Straßen und Plätze bei seinen Besuchen festlich geschmückt wurden. Wiesbaden erlebte in dieser Zeit einen großen Aufschwung, wurde zur „Kaiserstadt“ und hatte um die Jahrhundertwende die meisten Millionäre Deutschlands. Die Bevölkerungszahl stieg von 35.500 im Jahr 1871 auf 109.002 im Jahr 1910. Zahlreiche wichtige repräsentative Bauten entstanden, darunter das Staatstheater (1894), das Kurhaus (1907) und der Hauptbahnhof (1906).
Diese Entwicklung hatte auch Auswirkungen auf das protestantische Gemeindeleben in der Stadt. 1853, als mit dem Bau der Marktkirche, des „Nassauer Landesdoms“, begonnen wurde, gab es erst ca. 9.500 Protestanten. Als die Kirche 1862 eröffnet wurde, war sie die einzige evangelische Kirche in Wiesbaden. Doch schon bald wurde sie zu klein. Die Anzahl der Gemeindemitglieder stieg über 23.000 im Jahr 1871 auf 29.000 im Jahr 1875. 1879 wurde dann die zweite evangelische Kirche, die Bergkirche, geweiht. Verantwortlich für den Bau war der Berliner Architekt und Baumeister Johannes Otzen.
Doch die Zahl der Protestanten stieg weiter. Im Jahr 1880 gab es schon 33.500, im Jahr 1890 gar 42.300. So wurde schon bald der Ruf nach einer dritten Kirche laut, da der reibungslose Gottesdienst in den bestehenden Kirchen nicht mehr gewährleistet werden konnte. Ab Mitte der 1880er Jahre wurde ein Bauplatz gesucht.

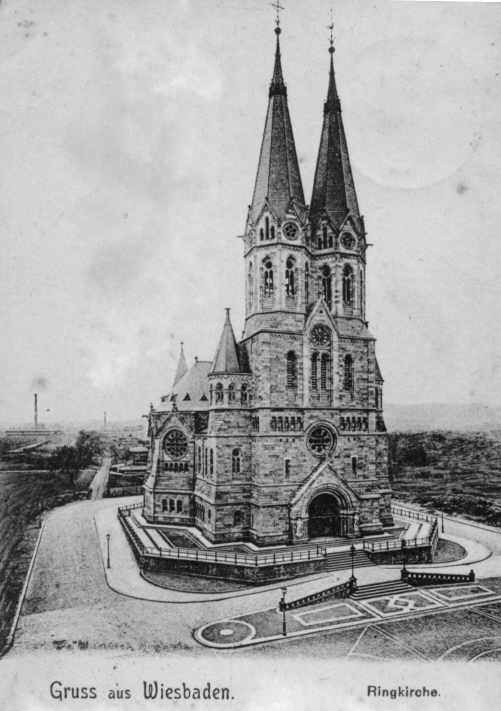
Die Ringkirche kurz nach ihrer Fertigstellung: die Ansichtskarte aus dem Jahr 1896 zeigt das Gebäude noch auf freiem Feld stehend; das zugehörige eng bebaute Stadtviertel entstand erst in den darauffolgenden Jahren bis ca. 1910.

### Planungsphase

#### Das Bauprogramm
1887 erwarb die Stadt ein geeignetes Grundstück am westlichen Ende der Rheinstraße. 1889 beginnen die Verhandlungen um ein Bauprogramm. Dabei entstand das „Wiesbadener Programm“ des Wiesbadener Bergkirchenpfarrers Emil Veesenmeyer (1891). Johannes Otzen, mit dem man beim Bau der Bergkirche, an der Veesenmeyer Pfarrer war, schon gute Erfahrungen gemacht hatte, wurde 1890 hinzugezogen, auch deshalb, weil dieser schon seit längerem versuchte, geeignete Grundrisse für protestantische Kirchenbauten zu entwickeln. Otzen wurde in der Folge ohne Ausschreibung mit der Errichtung der „dritten evangelischen Kirche“ in Wiesbaden beauftragt.
Das Baukonzept, das als Wiesbadener Programm sofort berühmt wurde, sieht den Kirchbau als „Versammlungshaus der feiernden Gemeinde“ an, das durch einen einheitlichen Raum gekennzeichnet sein sollte. Das heißt, dass katholische Grundrisse, die die römische Hierarchie abbilden, abgelehnt werden. Das Abendmahl sollte sich „symbolisch, inmitten der Gemeinde vollziehen“, daher seien alle Sichtlinien auf den Altar auszurichten. Die Kanzel sei „mindestens als dem Altar gleichwerthig zu behandeln. Sie soll ihre Stelle hinter dem letzteren erhalten und mit der im Angesicht der Gemeinde anzuordnenden Orgel- und Sängerbühne organisch verbunden werden“.
Das Wiesbadener Programm orientiert sich damit am evangelischen Gottesdienst: Die Forderung Martin Luthers nach einem „Priestertum aller Gläubigen“ erfährt eine architektonische Umsetzung, indem die Gemeinde in einem gemeinsamen Raum feiert. Die mittelalterliche Kirche bildete den Unterschied zwischen Klerus und Laien durch eine Wand ab, den sogenannten Lettner. Die drei Elemente Altar (für das Sakrament des Abendmahls), Kanzel (für die Verkündigung des Wortes in der Predigt) und Orgel (für die Musik) werden zentral übereinander angeordnet. Die Sitzbänke schließen einen Halbkreis um diese Elemente, um eine bestmögliche Sicht zu gewährleisten. Damit entspricht Otzen mit seinem funktionellen Zentralbau dem Slogan „form follows function“ des amerikanischen Architekten und Vordenkers der Moderne Henri Louis Sullivan, den dieser jedoch erst zwei Jahre nach Einweihung der Ringkirche prägen sollte.

#### Städtebauliche Problemstellung

Die Ringkirche mit dem imposanten 65 m hohen Zwillingsturm schließt den Boulevard Rheinstraße architektonisch ab.

Aus der städtebaulich bevorzugten Lage des Baugrundstücks am westlichen Ende der Rheinstraße ergab sich folgendes Problem: Der breite Boulevard sollte mit einem architektonischen Akzent repräsentativ abgeschlossen werden. Als geeignet sah man dafür eine breite Schaufassade mit einem Turm an. Der Turm befand sich damit aber im Osten des Bauwerks. Dies stand in krassem Widerspruch zu der traditionellen Bauweise, welche die Ostorientierung einer Kirche vorsah, bei der der Haupteingang und auch der oder die Türme im Westen anzuordnen seien.
Otzen löste das Problem wie folgt: Er entschied sich gegen die sich anbietende, aber unübliche Westorientierung der Kirche und behielt den Haupteingang im Westen bei. Gleichzeitig aber erweckte er von außen den Anschein, als habe die Kirche diese sich aus der städtebaulichen Anordnung ergebende Westorientierung und einen kreuzförmigen Grundriss. Dies erreichte er damit, dass der Ostturm im Erdgeschoss ein repräsentatives Portal erhielt, das jedoch nur in eine Art Vorraum führt. Der sich aus dem Wiesbadener Programm ergebende eigentliche Zentralbau wirkt von außen wie ein Querhaus; zwischen diesem und dem Ostturm ordnete Otzen ein Pseudo-Langhaus an, in dem jedoch nur Nebenräume sowie die Sängerempore untergebracht sind. Die westlich angeordnete Eingangshalle schließlich erweckt von außen den Eindruck einer traditionellen Apsis.
Aus dieser Bauweise ergab sich ein Richtungsgegensatz mit einer äußeren West- und einer inneren Ostorientierung. Auch heute noch ist ein Besucher, der die Ringkirche nicht kennt, geneigt, den Eingang im Osten zu suchen, bevor er feststellen muss, dass dieser sich an der gegenüberliegenden Seite befindet. Umso überraschender ist damit aber auch der Inneneindruck des Zentralbaus, der ein viel größeres Volumen hat, als es der Bau von außen erwarten lässt.

#### Wahl von Baustil und Material

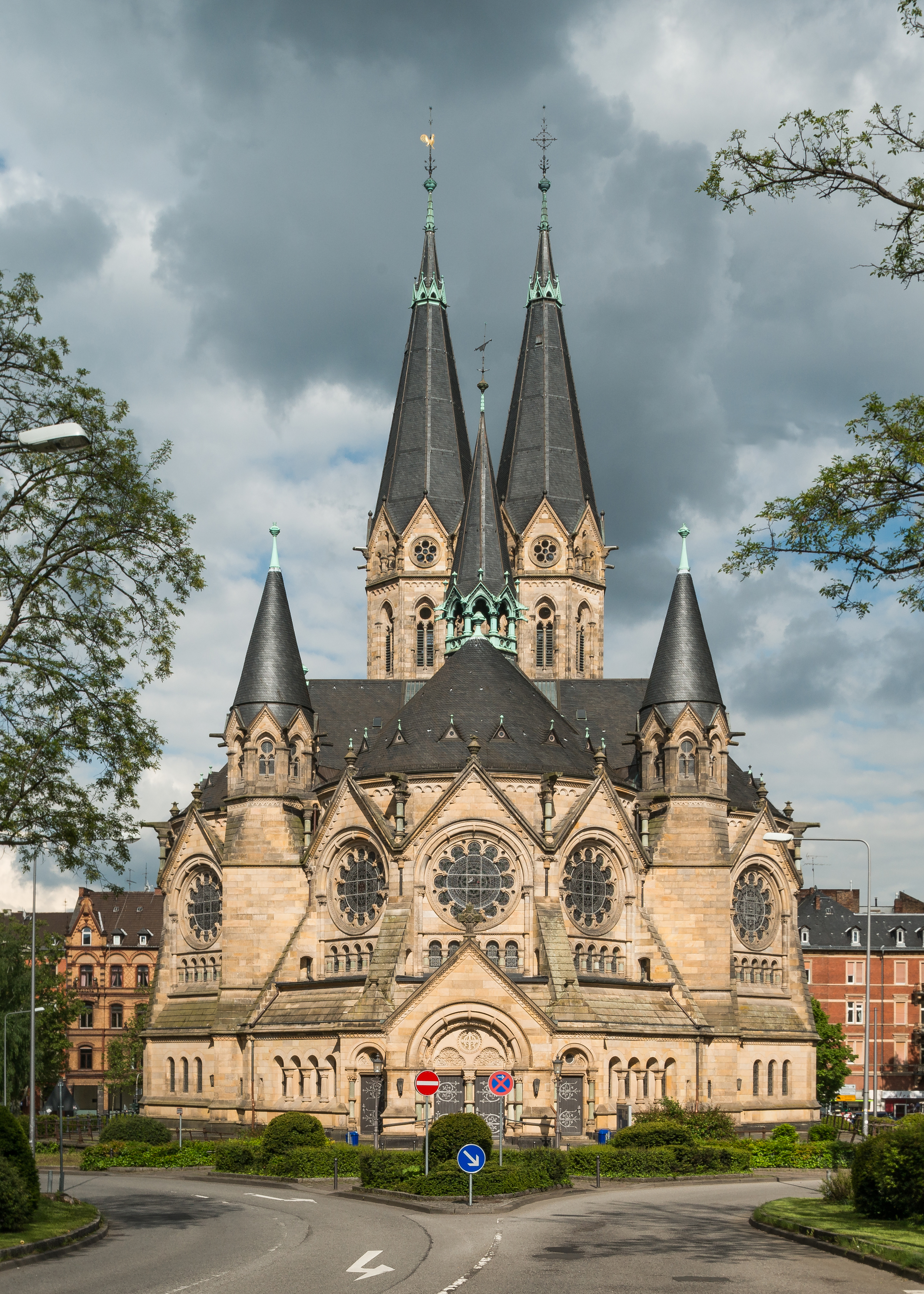
Die Ringkirche von Westen mit ihrem Haupteingang: hier kann man den Zentralbau erahnen. Man betritt zunächst einen Vorraum, bevor man den eigentlichen Kirchenraum mit ihren Emporen an drei Seiten und den halbkreisförmigen Sitzreihen erreicht.

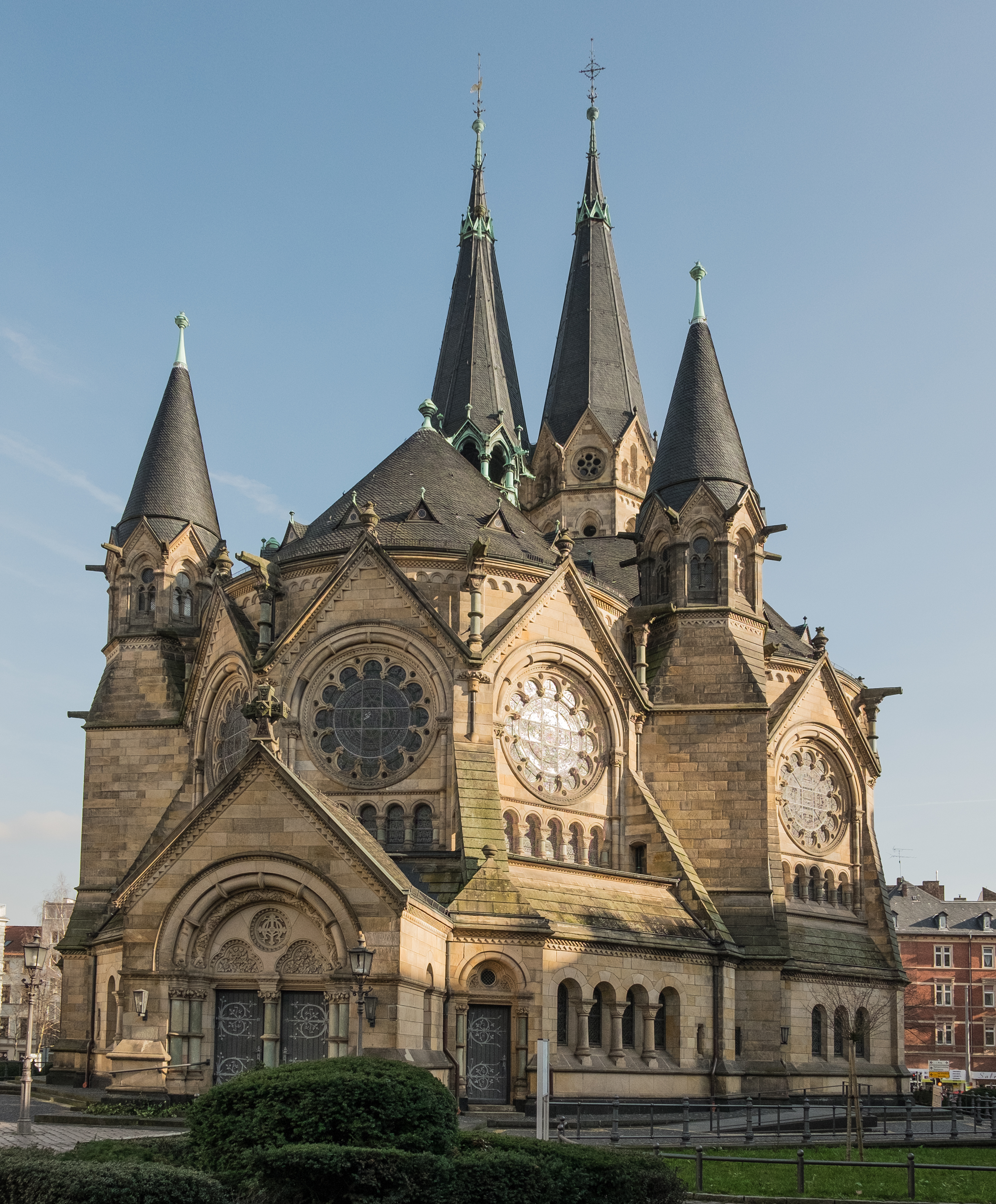
Ansicht von Südwesten: Süd- und Westkonche, dazwischen eines der vier Treppentürmchen

Über den Baustil wird im Wiesbadener Programm nichts ausgesagt, gleichwohl hatte Otzen auch hierüber genaue Vorstellungen. In einer vielbeachteten Rede, die er am 1. August 1900 an der École nationale supérieure des beaux-arts de Paris bei einem internationalen Architektenkongress als Präsident der Akademie der Künste hielt, wandte er sich klar gegen die in der Gründerzeit beliebte Vermischung von Baustilen:
„Das Ausklingen der großen eklektischen Bewegung des 19. Jahrhunderts in einen geist- und sinnlosen Formalismus aller Stilformen ist als Verfall zu betrachten. Soweit die moderne Kunst dies bekämpft und einschränkt, ist sie als eine gesunde Reaktion anzusehen.“
Und weiter: „Das Bauwerk als Kunstwerk soll zwar aus dem Bedürfnis heraus sich entwickeln, aber es soll auch der großen Aufgabe alles architektonischen Schaffens sich bewusst bleiben, der Aufgabe: das Reale zu idealisieren. Ebenso wie es verwerflich ist, akademisch vorgehend eine bauliche Aufgabe in ein beabsichtigtes historisches Gewand zu kleiden, genau so falsch würde es sein, die Zweckmäßigkeit allein zur Richtschnur der Gesamt-Erscheinung zu machen. In beiden Fällen entsteht kein Kunstwerk, vielmehr kann dieses nur ein Produkt sein aus einer völligen und zwanglosen Verschmelzung aller Bedingungen, bei welcher als Resultat nur eine kritiklose Empfindung des Schönen und Zweckmäßigen übrig bleibt.“
Er setzte sich dabei für die „Ehrlichkeit“ des Baustils ein: „Bei jedem Bauwerk, welches Anspruch auf künstlerische Bedeutung erheben will, muss jedes Material seiner Eigentümlichkeit entsprechend verwendet und behandelt werden. Jede architektonische Lüge, jede absichtliche Täuschung ist verwerflich. Der architektonische Schmuck soll der charakteristischer Material-Behandlung dienstbar gemacht werden.“
Und schließlich: „Klima, Gegend, ländliche oder städtische Umgebung müssen beim Werk der Baukunst entsprechend gewürdigt sein.“
Otzen entschied sich bei „seiner“ Wiesbadener Ringkirche für den romanisch-gotischen „Übergangsstyl“, da die Spätromanik in jenen nationalbewussten Jahren nach der Reichsgründung als besonders „deutsch“ empfunden wurde: Den Ursprung der Gotik sah man eher in Frankreich, denjenigen der Renaissance in Italien. Ausgeführt wurde die Kirche schließlich in vorwiegend romanischen Formen mit einzelnen gotischen Elementen, wie den Rosetten und den Rippengewölben.
Bei der Wahl des Materials wollte Otzen zunächst auf den auch schon bei der Markt- und der Bergkirche verwendeten roten Backstein zurückgreifen, die Bauherren bevorzugten allerdings eine Ausführung in einem gelblichen Sandstein. Damit sollte nicht nur im Baustil, sondern auch im Material an die Tradition der rheinischen Dome in Speyer, Worms und Mainz angeknüpft werden.

### Bau und Namensfindung
Anfang 1892 wurden Otzens Pläne, in denen das Bauprojekt immer „Reformationskirche“ hieß, von den Gemeindegremien genehmigt und zur Ausführung freigegeben. Im Februar wurde mit dem Bau begonnen, jedoch ohne feierliche Grundsteinlegung. Am Reformationstag, dem 31. Oktober 1894, fand die die ganze Stadt bewegende Einweihung der Kirche statt.
Streitigkeiten innerhalb der Gemeinde verhinderten jedoch die Namensgebung „Reformationskirche“; zunächst wurde der Name „Neukirchengemeinde“ angenommen, bevor erst 1906 die offizielle Umbenennung in die seit der Bauzeit in der Bevölkerung geläufige Bezeichnung „Ringkirchengemeinde“ erfolgte. Die Quellen belegen nicht, worum es bei dem Streit genau ging; an der fehlenden Grundsteinlegung wurde er aber schon früh ersichtlich. Wahrscheinlich lebte hier der protestantische Konfessionsstreit zwischen Lutheranern und Reformierten wieder auf; Erstere erhielten mit der Einweihung der Lutherkirche im Jahr 1911 ein eigenes Zuhause.

### Renovierung
Seit 2002 wird die Ringkirche einer umfassenden Sanierung unterzogen. In sieben Bauabschnitten sollen auch mehrere Fehlplanungen aus der Bauzeit behoben werden. So wurde beispielsweise die bis dato nur mit einem Gitter verschlossene Reformationshalle im Erdgeschoss des Ostturms mit einem Glasportal versehen, wie auch ursprünglich von Otzen so vorgesehen. Die Pappdeckel, mit denen die Sandsteine der Fassade aufeinander gesetzt wurden, werden entfernt. Die Bäume, die in den 1970er Jahren in unmittelbarer Nähe der Kirche gesetzt wurden, wurden gefällt, da sie große Schäden angerichtet hatten: Die Wurzeln hatten Wasserleitungen verschossen, Laub hatte Rinnen und Abflussrohre verstopft und der Schatten der Bäume hatte verhindert, dass die Fassade von der Sonne trocknet.
Auch das trinitarische Fensterprogramm im Westen, das ursprünglich Vater, Sohn und Heiligen Geist symbolisierte, wird wieder hergerichtet. Während des Dritten Reichs war das Symbol für den Schöpfer, das dem Allsehenden Auge der Freimaurerei entspricht, durch ein Blut- und Bodenfenster ersetzt worden, das seit 2005 durch ein rekonstruiertes Originalmotiv ausgetauscht wurde.

## Nutzung und Gemeindeleben

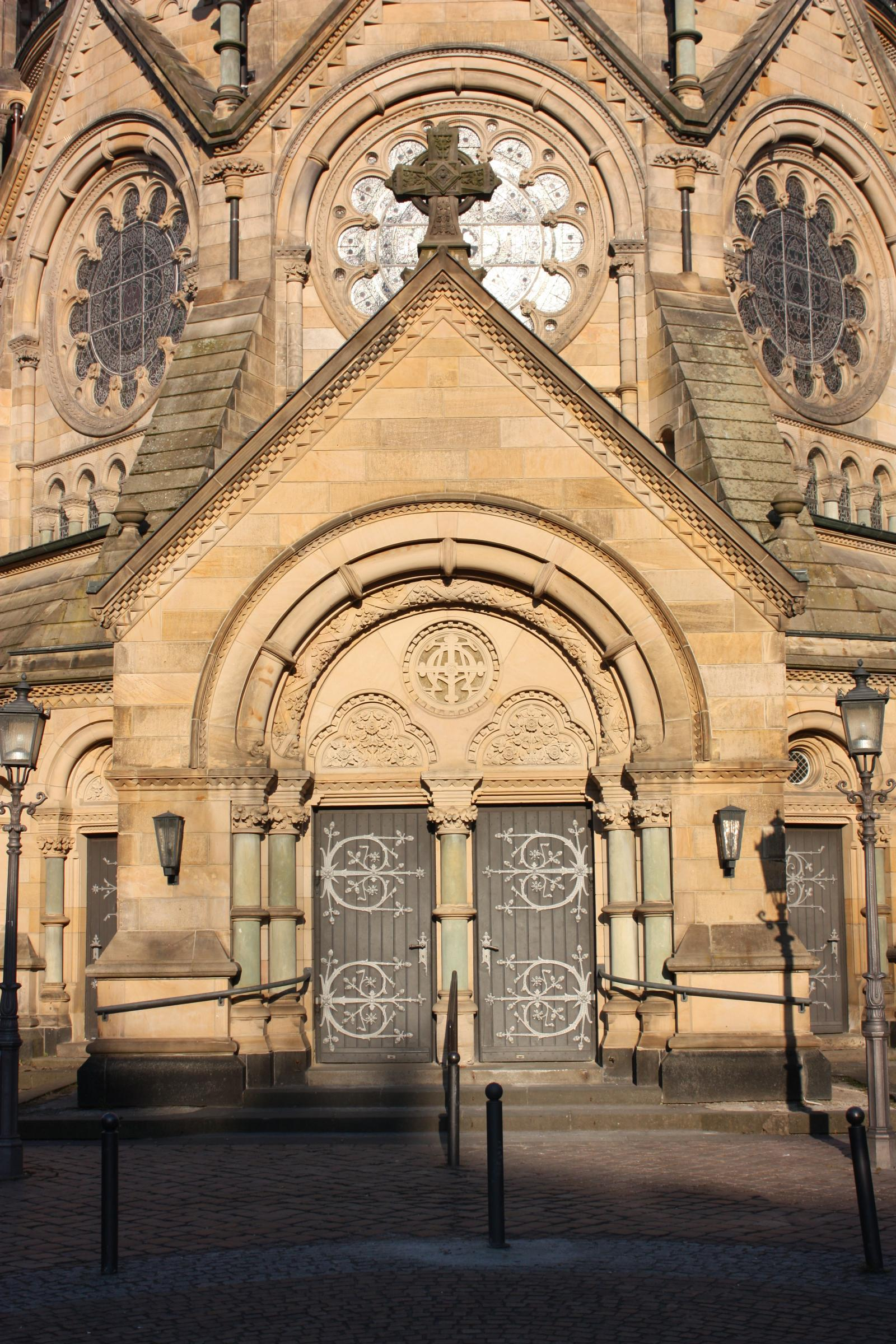
Der auf der Westseite gelegene Haupteingang der Ringkirche

Kurz nach Fertigstellung der Ringkirche wurden schon erste Nachbesserungen notwendig: 1896 wurden unter anderem die Treppenaufgänge mit einer Tür geschlossen. 1906 traten Risse in der Kanzelwand auf, was eine vorübergehende Schließung wegen Baufälligkeit zur Folge hatte.
In den ersten Jahren ihres Bestehens entwickelte sich die Ringkirche zu einem „Dom des Volkes“: Die Gottesdienste wurden stark besucht und es gab einen sozial ausgerichteten kirchenmusikalischen Betrieb, bei dem für Geringverdiener ein qualifiziertes Kulturangebot entwickelt wurde. Ab dem Ersten Weltkrieg kam die Betreuung von Kriegswaisen und Bedürftigen hinzu. 1916 wurde ein Kindergarten unter dem Namen „Kleinkinderschule“ eingerichtet, auch um den Müttern, deren Männer im Krieg standen oder gefallen waren, eine Erwerbstätigkeit anzubieten.
Während der Zeit des Nationalsozialismus waren in der Ringkirche sowohl Wilhelm Merten, der erste Pfarrer, der Martin Niemöllers „Pfarrernotbund“ beitrat, sowie weitere Pfarrer der Bekennenden Kirche angestellt als auch der von den Nazis eingesetzte Dekan Walter Mulot. Letzterer wurde 1945 wegen seiner Verbindungen zum Regime abgesetzt.
In den 1950er Jahren gründete Pfarrer Hugo Herfurth an der Ringkirche den Wiesbadener Knabenchor. Heute ist die Kirche immer noch Heimat der größten Wiesbadener Gemeinde, auch wenn die Zahl der „normalen“ sonntäglichen Gottesdienstteilnehmer von ca. 600 in den 1960er Jahren auf heute ca. 60–80 zurückgegangen ist. Darüber hinaus finden des Öfteren Kulturveranstaltungen und Konzerte statt, die bis zu 800 Besucher anlocken.
Seit 2017 gehört die Ringkirche zu den Spielstätten des Rheingau Musik Festivals.

## Architektur

### Lage

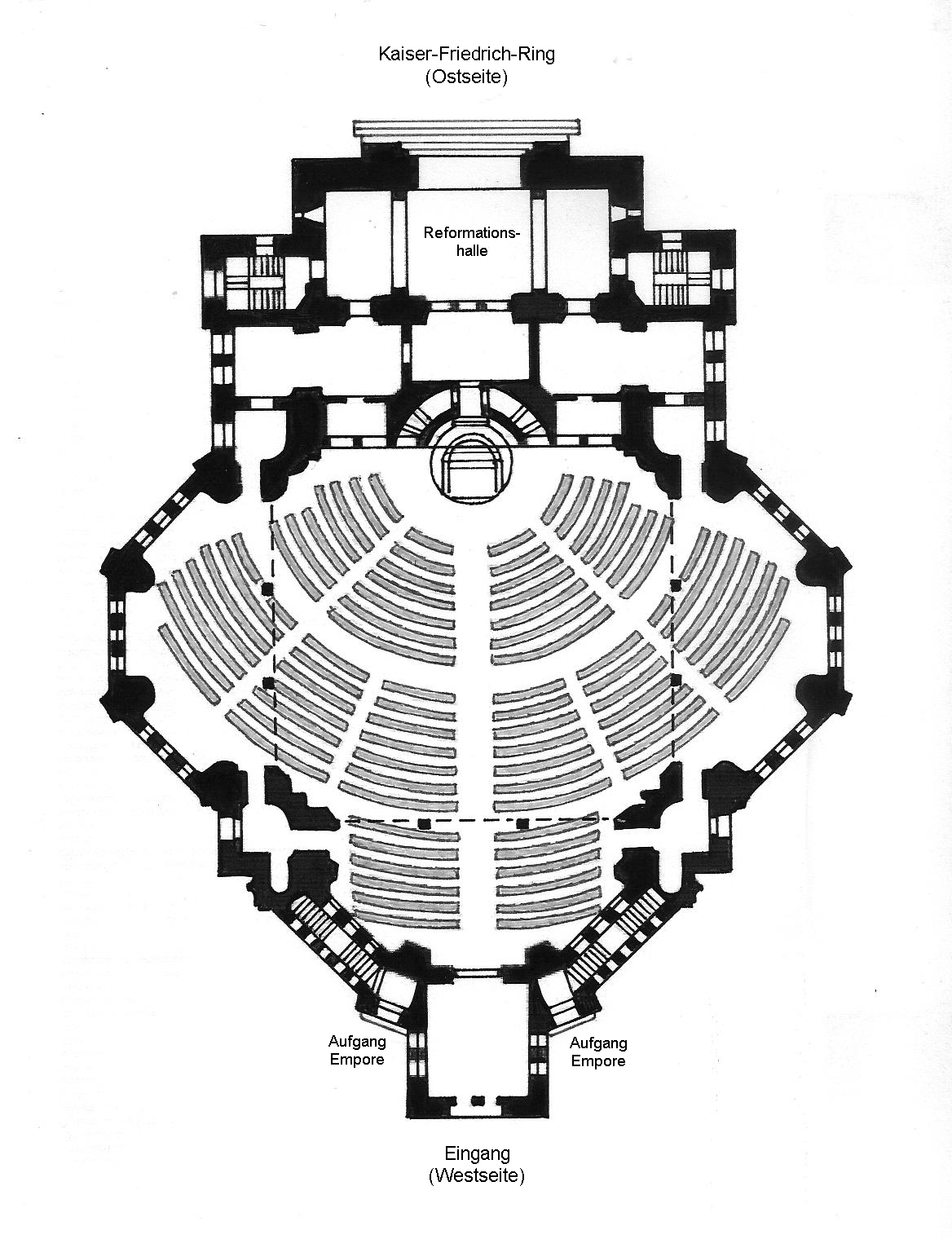
Der Grundriss zeigt die Besonderheiten der Ringkirche: ein Zentralbau mit einer inneren Ostung und einer äußeren „Westung“

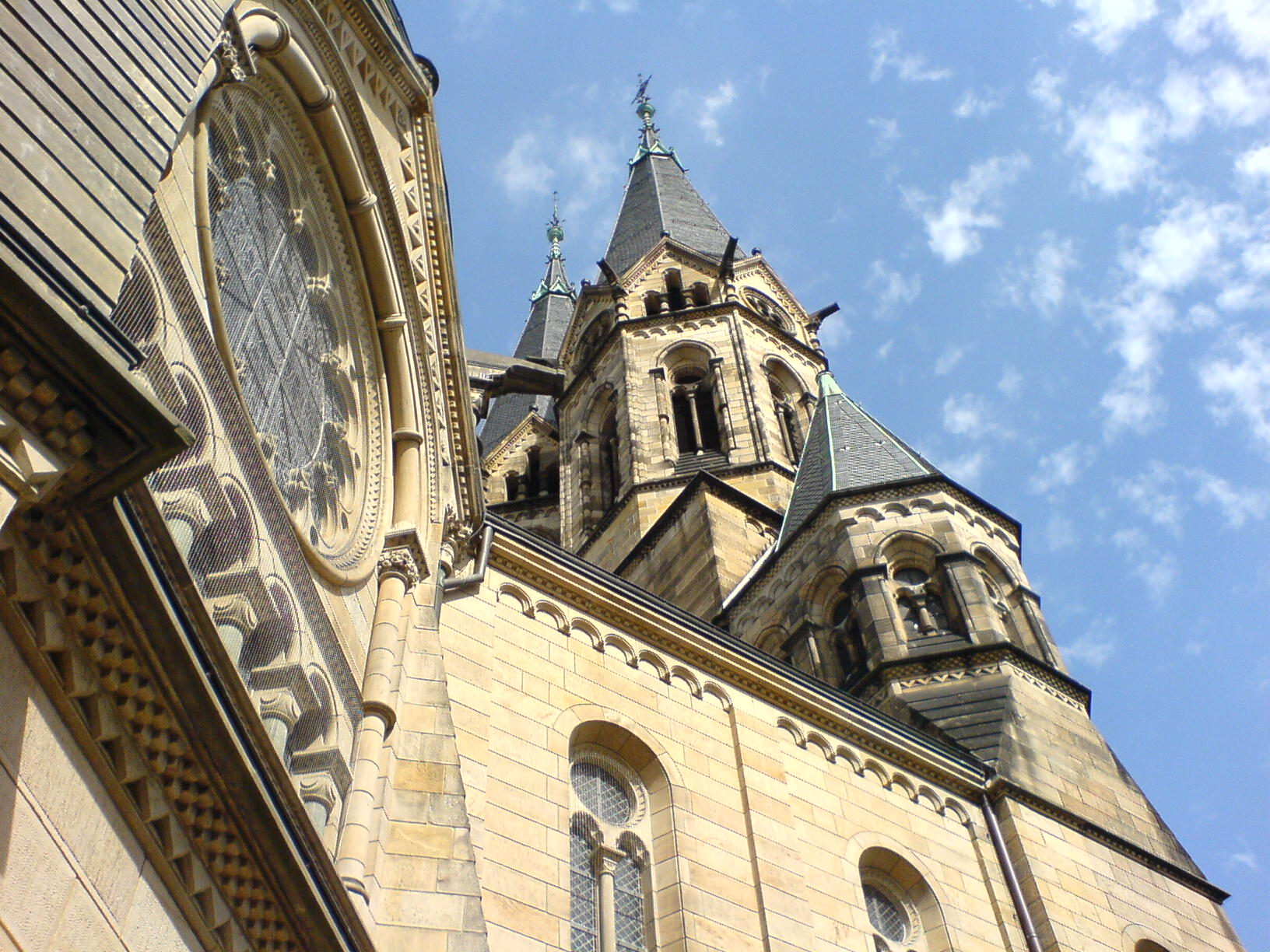
Details des Bauwerks: über dem Pseudolanghaus und einem der vier Treppentürmchen erhebt sich der östliche 65 m hohe Zwillingsturm; links die südliche Konche

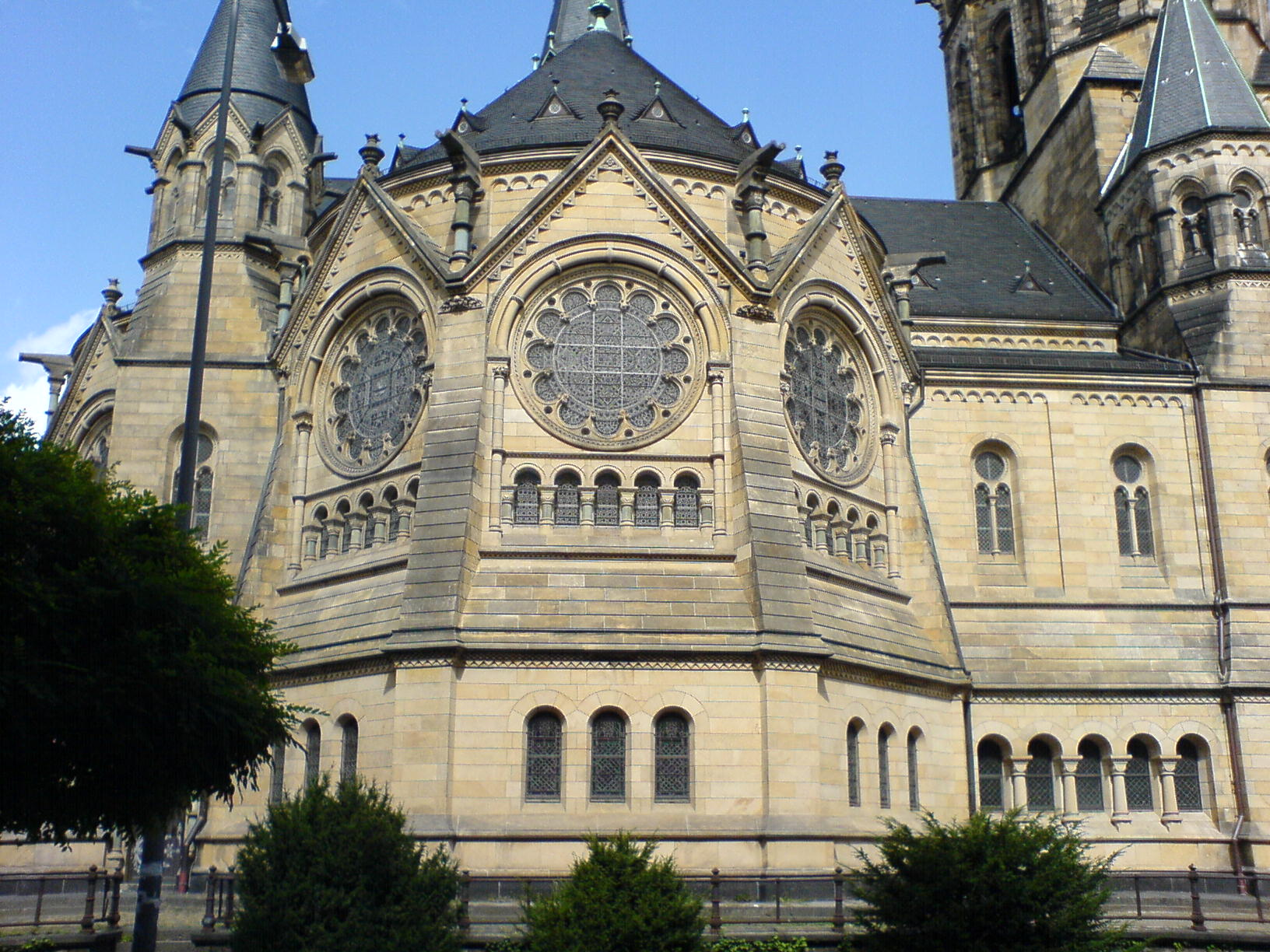
Südseite der Ringkirche: links die Konche mit ihren drei Rundfenstern, rechts das Pseudolanghaus, an das sich der Ostturm anschließt.

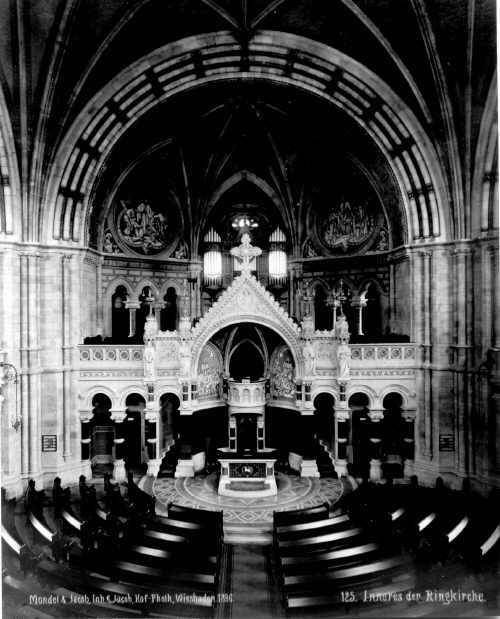
Das Innere der Ringkirche im Jahre 1896: Blick auf die Kanzelwand und die Sängerempore mit Orgel; der Zustand entspricht noch weitgehend dem heutigen, lediglich die vier vorderen Sitzreihen wurden entfernt, um dem Altar mehr Raum zu geben.

Die Ringkirche steht auf einer auf allen Seiten stark befahrenen Kreuzungsinsel am westlichen Ende der Rheinstraße, dort, wo diese auf die Ringstraße trifft. Sie bildet damit mit ihrem 65 Meter hohen Zwillingsturm den Abschluss und Höhepunkt der breiten Sichtachse der Rheinstraße, die auf etwa einen Kilometer Länge mit ihren prächtigen Fassaden aus der Gründerzeit beeindruckt.
Ihrer Lage an der Ringstraße, die hier seit dem Tod von Kaiser Friedrich III. (1831–1888) „Kaiser-Friedrich-Ring“ hieß, verdankte die Kirche bald den Namen „Ringkirche“.

### Aufbau und Äußeres
Der Grundriss der Ringkirche besteht aus einem Quadrat von 20 Metern Seitenlänge mit stark abgeschrägten Ecken. Dieses Quadrat wird an den vier Seiten durch Konchen erweitert, welche die Form halber Achtecke haben. Das zentrale Gewölbe ist dabei durch Rippen in Form eines achtzackigen Sterns unterteilt. In den Konchen ist jeweils eine Empore untergebracht, im Westen schließt sich die rechteckige Eingangshalle an.
In der Ostkonche ist auf der Empore die Orgel bzw. der Sängerraum untergebracht, unterhalb der Empore befindet sich die Kanzelwand mit Kanzelnische. Dahinter befinden sich die Sakristei und weitere Nebenräume, die von außen wie ein Pseudolanghaus aussehen, sowie der rechteckige, 65 m hohe Hauptturm, der sich im oberen Bereich zu einem Zwillingsturm aufspaltet. Im Erdgeschoss des Turms öffnet sich durch einen großen Bogen die sogenannte „Reformationshalle“, die nicht den Haupteingang bildet, auch wenn es von außen so erscheint. An den Seiten des Hauptturms sowie nördlich und südlich der Westkonche sind kleine Treppentürme angeordnet.
Insgesamt ergibt sich bei dem Gebäude also ein Richtungsgegensatz: Von außen hat es den Anschein, dass sich der Haupteingang im östlich angeordneten Hauptturm befindet, sich daran ein Langhaus anschließt, das durch ein Querhaus – in Wahrheit der eigentliche Zentralbau – unterbrochen wird und schließlich in einem Chor oder einer Apsis – der eigentlichen Eingangshalle – endet. Somit konnte Otzen den Ostturm als architektonisches Ausrufezeichen am Ende der Rheinstraße anordnen.
Da jedoch der Haupteingang in der Westkonche liegt, konnte gleichzeitig die traditionelle Oststellung von Kanzel und Altar beibehalten werden. Diese geniale, sich aus der städtebaulichen Lage ergebende Lösung einer äußeren West- und einer inneren Ost-Orientierung rief jedoch auch zeitgenössische Kritiker auf den Plan, die hierdurch einen Vorwand fanden, das mit dem konservativen Eisenacher Regulativ von 1861 brechende Wiesbadener Programm abzulehnen.

### Inneres

Innenansicht der Ringkirche 2020

Das Innere der Ringkirche bildet ein Quadrat, das auf allen vier Seiten durch die halben achteckigen Konchen erweitert wird. In der West-, Nord- und Südkonche sind dabei die Emporen für das Publikum untergebracht. In der Ostkonche ist die Sängerempore mit der Orgel untergebracht, davor befindet sich die Kanzelwand. In den drei Konchen mit den Publikumsemporen sind jeweils drei große bunte Rundfenster angeordnet, in der Mitte der Decke des Hauptraumes leuchtet das runde Oberlicht.
Die Decke des Mittelquadrats bildet mit denjenigen der Konchen ein einheitliches Gewölbe, das nur durch breite Gurtbögen getrennt ist. Damit entsteht ein einheitlicher Raum; das innere Quadrat wird nur durch die schmalen Emporenbrüstungen begrenzt. Die Emporen werden dabei von schmalen Säulen gestützt.
Die Kanzelwand unterhalb der Sängerempore enthält eine halbrunde Nische, über der ein kreuzbekrönter Giebel aufragt. Die Kanzel ist dabei über eine doppelläufige Treppe zu erreichen. Rechts und links der der Kanzel durchbrechen jeweils drei Arkaden die Wand. Vor der Kanzelwand steht auf einem halbrunden Podest der Altar. Um das Podest sind halbrund die Bänke wie in einem antiken Theater angeordnet. Die Bankreihen auf den Emporen sind dagegen am geraden Verlauf der Brüstungen ausgerichtet.

Altar mit Kanzel

Die Wände des Innenraums sind verputzt und mit Ornamenten bemalt; der Sandstein tritt nur an wenigen Stellen hervor. Den reichsten Schmuck weist dabei die Ostkonche auf.

### Ausstattungselemente

#### Fenster
Die Ringkirche besitzt jeweils drei bunte Rundfenster in der Nord-, Süd- und Westkonche sowie ein großes Rundfenster als Oberlicht in der Mitte der Kuppel.
Die Fenster in den Konchen stellen im Süden Sonne und Mond im Zeichen des Christusmonogramms dar, im Norden Kelch und Buch für Abendmahl und Schrift als Grundelemente des Protestantismus und schließlich im Osten die heilige Trinität: links eine Taube als Symbol für den Heiligen Geist, rechts das Lamm Gottes mit der Siegesfahne als Zeichen für Jesus Christus und in der Mitte das wachende Auge Gottes.
Das in das Deckengewölbe eingelassene Rundfenster ist eine Besonderheit: Über ihm befindet sich direkt der stählerne Dachreiter; seitlich von diesem sind gläserne Öffnungen in die Dachhaut eingelassen, durch die das Licht auf das Rundfenster darunter fallen kann. Ursprünglich wollte Otzen hier auch die zentrale Beleuchtung für das gesamte Kircheninnere anordnen, was jedoch mit den damaligen Mitteln der Technik misslang. Das Oberlicht ergibt ein sanft goldenes Licht.

#### Orgel
Die Orgel auf der Empore in der Ostkonche der Ringkirche wurde 1894 von Eberhard Friedrich Walcker erbaut. Das Instrument hatte 30 Register auf zwei Manualen und Pedal und pneumatische Trakturen. Der Prospekt wurde von den Gebrüdern Neugebauer (Wiesbaden) geschaffen. Die Orgel ist überwiegend original erhalten. 75 Prozent des Pfeifenmaterials stammen von Walcker, so dass der Klang des Instruments weitgehend noch dem der Bauzeit entspricht. 1949 wurde die Orgel von Walcker umdisponiert. 1955 wurde das Instrument durch die Orgelbaufirma Steinmeyer elektrifiziert, wobei auch der Spieltisch umgebaut wurde. Zusätzlich wurde auf der gegenüberliegenden Empore als erstes Manual ein Rückpositiv eingebaut. 2014 war eine umfassende Restaurierung der Orgel geplant, wobei das Instrument scheinbar in seinen Ursprungszustand zurückgeführt werden sollte. Die Restaurierung war im Dezember 2016 abgeschlossen.
Die Orgel hat derzeit folgende Disposition:
| I Positiv C–f3 |                 |    |   |
| 1.             | Rohrflöte       | 8′ | S |
| 2.             | Spitzflöte      | 2′ | S |
| 3.             | Prinzipal       | 4′ | S |
| 4.             | Nachthorn       | 4′ | S |
| 5.             | Rauschpfeife II |    | S |
| 6.             | Zimbel III      |    | S |
| 7.             | Krummhorn       | 8′ | S |
|                | Tremulant       |    |   |

| II Hauptwerk C–f3 |                 |       |   |
| 8.                | Prinzipal       | 16′   | W |
| 9.                | Prinzipal       | 8′    | W |
| 10.               | Gedackt         | 8′    | W |
| 11.               | Quintatön       | 8′    | W |
| 12.               | Dolce           | 8′    | W |
| 13.               | Octave          | 4′    | W |
| 14.               | Rohrflöte       | 4′    | W |
| 15.               | Quinte          | 2 ⁄3′ | W |
| 16.               | Sesquialtera II |       | W |
| 17.               | Octave          | 2′    | W |
| 18.               | Flöte           | 2′    | W |
| 19.               | Mixtur IV       |       | W |
| 20.               | Trompete        | 8′    | S |

| III Oberwerk C–f3 |             |     |   |
| 21.               | Bourdon     | 16′ | W |
| 22.               | Prinzipal   | 8′  | W |
| 23.               | Octave      | 4′  | W |
| 24.               | Sifflöte    | 1′  | W |
| 25.               | Scharff III |     | W |

| III Schwellwerk C–f3 |         |       |   |
| 26.                  | Gedackt | 8′    | W |
| 27.                  | Flöte   | 4′    | W |
| 28.                  | Octave  | 2′    | W |
| 29.                  | Quinte  | 1 ⁄3′ | W |
| 30.                  | Dulcian | 16′   | S |

| Pedal C–f1 |                 |     |   |
| 31.        | Prinzipal       | 16′ | W |
| 32.        | Subbass         | 16′ | W |
| 33.        | Oktavbass       | 8′  | W |
| 34.        | Choralbass      | 4′  | W |
| 35.        | Gedackt         | 8′  | S |
| 36.        | Rauschpfeife IV |     | S |
| 37.        | Posaune         | 16′ | W |

- Koppeln: I/II, III/I, III/II, I/P, II/P, III/P
- Anmerkungen:

W = historischer Pfeifenbestand von Walcker
S = Register von Steinmeyer (1955)

## Würdigung
- Am 30. Juni 2003 wurde die Ringkirche zum Deutschen Nationaldenkmal erkoren. In der Begründung wurde die „nationale kulturelle Bedeutung“ Wiesbadens „architekturgeschichtlich wichtigster Kirche“ hervorgehoben, die mit „ihrer für den historischen Städtebau geradezu lehrbuchartigen Verwirklichung der städtebaulichen Aufgabe, die eine beispielhafte Leistung des deutschen Städtebaus dieser Zeit darstellt“.
- Bei den Bestrebungen, die Stadt Wiesbaden als bedeutendes Beispiel des Historismus in die Liste des Weltkulturerbes der UNESCO eintragen zu lassen, spielt die Ringkirche zusammen mit den anderen großen Innenstadtkirchen eine zentrale Rolle.

## Anhang

### Daten
| Architekt                   | Johannes Otzen                        |
| Bauleiter                   | J. J. Lieblein, später Friedrich Grün |
| Baubeginn                   | 1892                                  |
| Datum der Einweihung        | 31. Oktober 1894 (Reformationstag)    |
| Veranschlagte Baukosten     | 580.000 Mark                          |
| Endgültige Baukosten        | 654.527 Mark                          |
| Ursprüngliche Sitzplatzzahl | 1.360                                 |
| Heutige Sitzplatzzahl       | 1.032                                 |
| Höhe des Ostturms           | 65 m                                  |

### Chronik
- 1890: Forderung nach einer dritten evangelischen Kirche in Wiesbaden.
- 1892: Baubeginn der Ringkirche; eine offizielle Grundsteinlegung findet nicht statt.
- 1894, 31. Oktober: Einweihung der Ringkirche.
- 1897: Nachbesserungen am Bau werden notwendig.
- 1898: Bezug des Pfarrhauses An der Ringkirche 3, das einen Gemeindesaal, zwei Pfarr- und eine Küsterwohnung beherbergt.
- 1902: Statische Nachbesserungen an der Altarwand, nachdem Risse aufgetreten waren; die Ringkirche wird aus Sicherheitsgründen kurzzeitig geschlossen.
- 1906: Umbenennung der „Neukirchengemeinde“ in „Ringkirchengemeinde“.
- 1916: Für die Kinder im Ersten Weltkrieg gefallener Väter wird im Gemeindesaal eine „Kleinkinderschule“ eingerichtet; später wird hieraus ein Kindergarten.
- 1920: Die letzte Bronzeglocke wird durch Stahlglocken der Bochumer Gussstahlwerke ausgetauscht. Es gibt nun drei Glocken in den Tönen a°, c¹ und es¹ (heute erklingen sie einen Halbton tiefer: gis°, h°, d¹).
- 1931: Der Ringkirchen-Kindergarten wird in die Klarenthaler Straße 31 verlegt.
- 1942: Der Kindergarten wird von der NS-Volkswohlfahrt übernommen.
- 1945: Der Ringkirchenpfarrer Walter Mulot wird zusammen mit 43 anderen Pfarrern im Gebiet der hessen-nassauischen Kirche wegen Verbindungen zum NS-Regime seines Amtes enthoben.
- 1966: Das Gebäude Kaiser-Friedrich-Ring 5 wird als neues Gemeindehaus erworben.
- 1988: Bei Renovierungsarbeiten am Dach der Ringkirche kommt es zum Absturz eines Lastenaufzugs: zwei Menschen sterben und zwei weitere werden lebensgefährlich verletzt.
- 1994: Die Ringkirche feiert ihr 100-jähriges Bestehen.
- 2003: Ernennung der Ringkirche zum Deutschen Nationaldenkmal.